# Sant Mamet (Alòs de Balaguer)
Sant Mamet és una muntanya de 1.391 metres que es troba entre els municipis d'Alòs de Balaguer i de Vilanova de Meià, a la comarca catalana de la Noguera.
Al cim s'hi troba un vèrtex geodèsic (referència 260098001).
Aquest cim està inclòs al llistat dels 100 cims de la FEEC.